# Vic Juris
Vic Juris (* 26. September 1953 in New Jersey als Victor Edward Jurusz junior; † 31. Dezember 2019) war ein US-amerikanischer Jazzgitarrist.

## Leben
Juris war Autodidakt und spielte zunächst in den frühen 1970ern bei Lyn Christie; seine erste Plattenaufnahme spielte er 1975 für Eric Kloss ein. Anschließend gehörte er für mehrere Jahre zur Band von Barry Miles. In den späten 1970ern nahm er seine ersten Alben unter eigenem Namen auf („Roadsong“, „Horizon Drive“); daneben war er mit Richie Cole (1976, 1978) im Aufnahmestudio sowie mit Don Patterson (1977), Wild Bill Davis, Jimmy Smith und Mel Tormé (1977). 1981 leitete er ein eigenes Quartett. Daneben spielte er mit Harvie S, Biréli Lagrène (1985), Larry Coryell (1985–86) und John Etheridge (1988). In den 1990er Jahren arbeitete er mit Dave Liebman (seit 1991), aber auch mit Ron McClure, Lee Konitz und Peggy Stern, Benny Waters, Jeanie Bryson, Gary Peacock, Steve LaSpina, Judi Silvano, Bill Goodwin, Sigi Busch oder Joe Locke. Außerdem spielte er mit Five Guitars Play Mingus. Zu seinem Quartett gehörte Dick Oatts. Seit 2002 war er Mitglied des Quartetts von Jeremy Steig, mit dem er auch die Duoplatte Improvised (2004) aufgenommen hat. Im Bereich des Jazz war er laut Tom Lord zwischen 1975 und 2018 an 175 Aufnahmesessions beteiligt, zuletzt mit Matt Kane (The Other Side of the Story).
Sein Song Horizon Drive wurde 1994 von Gang Starr als Sample verwendet, um daraus das Stück Mass Appeal zu machen.
Juris, der auf zahlreichen großen internationalen Jazzfestivals aufgetreten ist, lehrte an der The New School for Social Research, der Rutgers University und der Lehigh University. Er hat zwei Lehrbücher verfasst: „Vic Juris Inside/Outside: Original Play-Along Modern Jazz Guitar Solos“ und „Modern Chords: Advanced Harmony for Guitar“. Juris starb an den Folgen einer Leberkrebs-Erkrankung.

## Diskographische Hinweise
- Bleecker Street (Muse, 1981)
- Night Tripper (1995)
- Moonscape (SteepleChase Records, 1996)
- Music of Alec Wilder (Double-Time; 1996)
- Remembering Eric Dolphy (SteepleChase, 2000)
- Blue Horizon (2004)
- While My Guitar Gently Weeps (SteepleChase, 2004)
- A Second Look (2004)
- Bohemia (Jazzpoint, 2006)
- Omega Is the Alpha (SteepleChase, 2010)
- Free Admission (SteepleChase, 2012)
- Walkin on Water (SteepleChase, 2014)
- Vic Juris Plays Victor Young (2016)
- Two Guitars (SteepleChase, 2018), mit Jay Anderson, Adam Nussbaum
- Kate Baker & Vic Juris: Return to Shore – The Duo Sessions  (2022)

## Lexikalischer Eintrag
- Martin Kunzler: Jazz-Lexikon. Band 1: A–L (= rororo-Sachbuch. Bd. 16512). 2. Auflage. Rowohlt, Reinbek bei Hamburg 2004, ISBN 3-499-16512-0.
- Barry Kernfeld: Vic Juris. In: The New Grove.

## Belege
1. ↑  Pressebericht Marlbank.net
2. ↑  Pressebericht Ottawacitizen.com
3. ↑  Tom Lord: The Jazz Discography (online, abgerufen am 1. Januar 2020)
4. ↑  Profil New School core faculty, abgerufen am 19. Oktober 2015.

| Personendaten    | Personendaten                       |
| ---------------- | ----------------------------------- |
| NAME             | Juris, Vic                          |
| ALTERNATIVNAMEN  | Jurusz, Victor E. (wirklicher Name) |
| KURZBESCHREIBUNG | US-amerikanischer Jazzgitarrist     |
| GEBURTSDATUM     | 26. September 1953                  |
| GEBURTSORT       | New Jersey, USA                     |
| STERBEDATUM      | 31. Dezember 2019                   |